# اونکن
اونکن (به آلمانی: Unken) یک منطقهٔ مسکونی در اتریش است که در ناحیه تسل آم زه واقع شده‌است. اونکن ۱۰۸٫۸۴ کیلومتر مربع مساحت دارد ۵۶۴ متر بالاتر از سطح دریا واقع شده‌است.